# Amitiés catholiques francophones dans le monde
 (février 2018).
Améliorez-le ou discutez des points à vérifier. 
 (février 2018).
Si vous disposez d'ouvrages ou d'articles de référence ou si vous connaissez des sites web de qualité traitant du thème abordé ici, merci de compléter l'article en donnant les références utiles à sa vérifiabilité et en les liant à la section « Notes et références ».
Le Comité catholique de propagande française est une association internationale, créée en 1915, dans un contexte difficile, pour briser l'isolement diplomatique français, devenue en 1921 "Amitiés Catholiques Françaises dans le Monde", et toujours active. Depuis 2021, l'association se nomme Amitiés Catholiques Francophones dans le Monde (ACFM).

## Histoire
Le 5 février 1915 Paul Claudel, alors consul général de France, et Philippe Berthelot, directeur de cabinet du ministre Aristide Briand rendent visite à Mgr Alfred Baudrillart, directeur de l'Institut Catholique de Paris : ils sont inquiets car, depuis la rupture des relations diplomatiques entre la France et le Saint-Siège (1904), le gouvernement français, alors que la France est en pleine guerre contre les empires centraux, craint un isolement international qui lui soit préjudiciable pour la défense de nos intérêts nationaux. Ils lui suggèrent la création d'un organisme catholique qui aurait le soutien du gouvernement français dans le cadre de l'Union Sacrée. Le président de la République, Raymond Poincaré (qui fut un condisciple de lycée du cardinal Baudrillart) s'est par ailleurs déclaré favorable à cette création et assure que l’État en financera l'action.
Le 18 mars est officiellement déclarée la fondation du Comité catholique de propagande française à l'étranger "afin de promouvoir une France patriotique, universelle et religieuse".
Entre 1915 et 1919 se créent en Europe et en Amérique (du nord comme du sud) des comités francophones et francophiles qui sont des antennes locales du comité de propagande.
Le Comité catholique de propagande française a, à l'issue de la Première guerre mondiale, diffusé un certain nombre de tracts sous l'intitulé « Toute la France debout, pour la Victoire du Droit », et imprimés par la librairie Bloud et Gay, 3 rue Garancière à Paris
Le comité s'est transformé en association en 1921 (Amitiés Catholiques Françaises dans le Monde) qui a été reconnue d'utilité publique en 1972. Il a édité jusqu'en 2014 la revue Amitiés, alors remplacée par une "Infolettre" diffusée via Internet.
L'association a reçu le prix du Rayonnement Français de l'Académie française pour son engagement au service de la langue et de la culture française.
Les Amitiés Catholiques Françaises dans le Monde disposent en 2020 de 140 comités locaux dans plus de 110 pays du monde. Leur siège est à Paris (58, avenue de Breteuil). Le président des ACFM est Mgr Robert Poinard (vicaire général émérite du diocèse aux armées françaises).

## Tracts du Comité catholique de propagande française
- 1. Le Boche tel qu'il est (Quatre ans dans un faubourg de Lille), par Albert Droulers, 32 pages
- 5. Petit Catéchisme du Français sur la Guerre, par Pierre Coubet, 16 pages
- 11. Pourquoi l'Alsace-Lorraine doit redevenir Française, par Georges Hoog, 32 pages
- 19. Petite Histoire de la Guerre, par Georges Hoog, 32 pages
- 21. Les Procédés de Guerre des Allemands en Belgique, par Henri Davignon[1]
- 22. Le Roi Albert, par Pierre Nothomb[1]
- 23. En Guerre, Impression d'un Témoin, par Fernand de Brinon[1]
- 24. Les Zeppelins, par Georges Besançon[1]
- 25. La France au-dessus de tout, Lettres de Combattants, rassemblées par Louis Scarpatett, dit Raoul Narsy[1]
- 26. L'Opinion catholique et la Guerre, par Pierre Imbart de La Tour[1]
- 27. La Charité et la Guerre. Tableaux et croquis, par Georges-Clément Lechartier[1], 1915
- 28. Les Surboches, par André Beaunier[1]
- 29. Contre les Maux de la Guerre, Action publique et Action privée, par Henri Joly[1]
- 30. Le Général Pau, par Michel-Elisabeth-Jules-Georges Blanchon[1]
- 31. L'Allemagne s'accuse. Pour servir à l'Histoire de la Guerre Européenne, par Jean de Beer[1]
- 32. Pendant la Guerre. Lettres pastorales et Allocutions, par le cardinal-archevêque de Paris Léon-Adolphe Amette[1]
- 33. L'Allemagne et la Guerre Européenne, par Albert Sauveur (Université Harvard)[1]
- 34. Les Catholiques allemands, hier et aujourd'hui. Quelques précédents au cas du Cardinal Mercier, par le comte Henri Begouën[1]
- 35. Notre « 75 », par Francis Marre[1]
- 36. L'Opinion Américaine et la Guerre, par Henri Lichtenberger[1]
- 37. L'esprit philosophique de l'Allemagne et la pensée française, par Victor Delbos, 1915, 43 pages [lire en ligne]
- - -. Une théorie allemande de la Culture : W. Ostwald et sa philosophie, par Victor Delbos, 1916, 31 pages [lire en ligne]
- Toutes les archives du comité de propagande sont déposées à la Direction des Archives de l'Eglise de France à Issy-les-Moulineaux.